# Nowa Synagoga w Nowej Słupi
Nowa Synagoga w Nowej Słupi – zbudowana w 1870 roku. Synagoga spłonęła podczas pożaru całej osady w 1929 roku.
W latach 1870–1877 synagoga podlegała gminie w Opatowie, a w latach 1877–1929 podlegała gminie żydowskiej w Nowej Słupi.